# 韩镜
韩镜（1972年11月—），男，北京人，中华人民共和国外交官，曾任中华人民共和国驻苏里南共和国特命全权大使，现任中华人民共和国驻赞比亚共和国特命全权大使。

## 生平
1995年，进入中华人民共和国外交部工作，先后在外交部国际司、外交部驻香港特派员公署、外交部干部司、外交部机关党委任职。2012年，任驻黎巴嫩大使馆政务参赞。2015年，任外交部驻香港特派员公署参赞。2016年，任外交部拉丁美洲和加勒比司参赞。2019年，升任外交部拉丁美洲和加勒比司副司长。2021年8月，出任中华人民共和国驻苏里南大使。2024年7月，自驻苏里南大使离任。8月，出任中华人民共和国驻赞比亚大使。

## 荣誉

### 外国勋章奖章
- 棕榈大绶荣誉勋章（苏里南，2024年7月4日于帕拉马里博总统府颁发[7]）

## 家庭
已婚，有一女。